# Joseph Victor von Scheffel
Joseph Victor Scheffel - începând din 1876 Joseph Victor von Scheffel - (n. 16 februarie 1826, Karlsruhe, Marele Ducat de Baden – d. 9 aprilie 1886, Karlsruhe, Imperiul German) a fost un scriitor și poet german, foarte popular în secolul al XIX-lea. A scris povestiri și lucrări epice în versuri, precum și textele unui număr mare de lieduri.

## Viața și opera

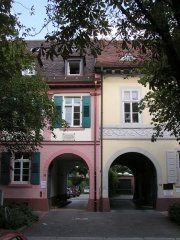
Casa din Stephanienstraße 16 (casa din stânga) din Karlsruhe, unde s.a născut și a murit Joseph Victor von Scheffel

## Tinerețea și anii de studenție
Joseph Victor Scheffel era fiul unui fost maior în armata ducatului de Baden care era și inginer constructor, consilier superior de construcții la Karlsruhe , membru al comisiei de regularizare a cursului Rinului. Mama sa, născută Josephine Krederer, fiica unor comercianți prosperi din Oberndorf am Neckar, era o femeie cu mari calități intelectuale.
Tânărul Joseph Scheffel a urmat întâi cursurile liceului din Karlsruhe. Conformându-se dorințelor tatălui său a urmat studii de drept, dar a făcut și studii de filologie și literatură germanică. Programul cursurilor pe care le-a efectuat cuprinde între altele:
- 1843-44 la München: Istorie, arheologie, estetică, istoria artelor, filozofie, economie politică
- 1844-45 la Heidelberg: Drept privat, drept penal, drept economic, drept civil
- 1845-46 la Berlin: Psihologie criminală, medicină legală, istoria artelor, prelegeri despre Shakespeare.
- 1846-47 la Heidelberg: Procedură civilă, codul lui Napoleon, legislația din Baden.

Pe lângă acestea, el a urmat și cursuri de desen. El începuse să ia regulat lecții de desen încă de la vârsta de 8 ani și pe urmă se perfecționeze desenând după gravuri. În cele din urmă ajunsese la stadiul în care i se permisese să se dedice ocupației sale preferate, să deseneze după natură. În timpul studenției și chiar mai târziu, își lua totdeauna carnetul său de schițe când pleca în drumeție. Se presupune că Scheffel a creat câteva sute de desene și mai multe serii de schițe. Cele mai multe dintre ele, circa 300 desene și 22 carnete de schițe, sunt păstrate de Societatea Literară Scheffelbund din Karlsruhe.
Conform obiceiurilor din avea vreme, Scheffel a luat parte la activitățile diferitor asociații studențești. S-a înscris întâi în asociația “Teutonia” pe care a părăsit-o după scurt timp, considerând că era formată din elemente mult prea diverse, că era lipsită de maniere și că era axată prea mult pe excesele de băutură. El a propus reformarea asociației, dar propunerile sale au fost respinse; în consecință a părăsit asociația și s-a înscris în societatea “Franconia” care era orientată mai mult spre activități intelectuale și unde aveau loc dispute aprige pe diferite subiecte de artă și literatură.
Tatăl său avusese obiceiul ca, încă din copilărie, să-l ia pe Joseph Victor la lungi plimbări în împrejurimile orașului Karlsruhe. Păstrându-și obiceiul, el a întreprins numeroase excursii și călătorii în perioada de studenție, ajungând să cunoască bine zonele din jurul orașelor unde studia: Heidelberg, Berlin și München. Astfel, călătoria de la Heidelberg la Berlin, din toamna anului 1945 i-a luat lui Scheffel trei săptămâni. Pornind la drum pe 20 septembrie, a parcurs o primă etapă pe jos, trecând prin Odenwald până la Würzburg. A urmat apoi o călătorie cu poștalionul până la Bamberg, iar de acolo un drum cu trenul până la Nürnberg. Cea mai mare parte a traseului Nürnberg – Bayreuth – Jena a parcurs-o mergând pe jos. Scheffel a poposit pentru câteva zile la Jena oprit puțin, dar a făcut diferite excursii în Turingia. De la Jena la Halle a mers cu poștalionul, continuându-și drumul cu trenul de la Halle la Berlin.

Joseph Victor von Scheffel în costum de excursie (1864)

În sfârșit, la 18 martie 1847, pe baza unor examene de istorie a dreptului roman, de drept canonic și de drept german susținute la Universitatea din Heidelberg, Joseph Sheffel a obținut titlul de doctor în drept. Chiar dacă lui Joseph Scheffel nu i-a plăcut niciodată dreptul, cultura generală pe care și-a însușit-o și viața intelectuală din orașele universitare au creat premizele succeselor sale literare din perioada de maturitate.

## Începutul activității profesionale
În primăvara anului 1848, Joseph Scheffel, un partizan al ideilor liberale și democratice, a luat pentru scurt timp parte la activitățile revoluționare ale acelui an.
După aceea, s-a angajat secretar al comisarului imperial Carl Theodor Welcker pe care l-a însoțit într-o călătorie în Scandinavia în vara anului 1848 .
Apoi a lucrat în birourile diferitor administrații princiare din Germania, pentru ca, în cele din urmă, în perioada 1850-1851, să se angajeze ca practicant juridic la Säckingen. (Orașul se numește în prezent Bad Säckingen, denumire pe care o are abia din 1978). Scheffel era deziluzionat politic din cauza insucceselor revoluției din 1848 și nu voia să se întoarcă la Karlsruhe, oraș pe care la acea dată îl considera prea mult sub influența prusacă. 

Hallwyler Hof, casa primarului din Säckingen, unde Scheffel a locuit în 1850-51

La jumătatea secolului al XIX-lea Säckingen era un orășel tihnit cu o populație de aproximativ 1.500 locuitori. Cu toate acestea era sub pază militară severă, deoarece după înnăbușirea revoluției din 1848 din Germania, conducătorii ducatului de Baden se temeau de propagarea ideilor revoluționarilor și republicanilor care fugiseră în exil în Elveția. Acesta era orașul pe care și l-a ales Joseph Scheffel ca reședință. Și-a găsit o locuință în clădirea "Hallwyler Hof” care aparținea primarului Anton Leo, clădire care mai există și în prezent. Timpul liber și-l petrecea la hanul “Zum Goldenen Knopf“ (“La Nasturele de Aur" ) care era în piața catedralei din oraș.
În jurisdicția biroului juridic din Säckingen intra și partea de vest a zonei cunoscute astăzi drept Hotzenwald, precum și zona dintre localitățile Nollingen și Laufenburg (Baden). Fiind un drumeț și un desenator pasionat, Scheffel și-a continuat vechile obiceiuri și străbătea împrejurimile, nedespărțit de caietul său de schițe.
În timpul șederii sale la Säckingen, în cadrul obligațiilor sale de servici, Scheffel a avut prilejul să viziteze în repetate rânduri zona Hotzenwald, pentru anchete cu caracter penal. Îi plăcea de asemenea să colinde prin pădurile din zonă. În povestirile lui i-a denumit Hotzen pe locuitorii din zona împădurită, iar apoi, se referea la pădurile respective drept Hotzenwald. Denumirea, care i se datorește lui Scheffel, s-a încetățenit și este utilizată și în prezent pentru desemnarea pădurilor situate la sud de Pădurea Neagră. Impresiile sale sunt cunoscute atât din scrisorile pe care le-a scris părinților săi, precum și dintr-un caiet de schițe care s-a păstrat. Chiar dacă aceste “reportaje” prezintă impresiile sale cu o notă de umor, caracterul vesel al acestor impresii nu trebuie generalizat. Era pentru prima oară când tânărul Scheffel, care provenea dintr-o familie burgheză înstărită, intra în contact cu o zonă în care sărăcia populației era generală, iar Scheffel a fost foarte impresionat de ceea ce vedea. În plus, ca funcționar public, era îngrijorat de exodul de mari proporții. Într-un raport înaintat superiorilor săi la 12 aprilie 1851, tânărul practicant juridic atrăgea atenția "Până la sfârșitul lui mai, încă în jur de 400 persoane din Herrischried urmează să plece în America".
În 1852 este transferat la secretariatul judecătoriei din Bruchsal. Aici a lucrat din ianuarie până în mai ca secretar al tribunalului. Și de aici există unele amintiri care se regăsesc în operele sale ulterioare. Astfel, șeful tribunalului din Bruchsal avea un motan care avea numele neobișnuit de "Hiddigeigei“. Motanul Hiddigeigei este un personaj important din lucrarea ‘’Gornistul din Säckingen’’

Ilustrație de Anton von Werner pentru ediția din 1896 a volumului Gornistul din Säckingen: Prima întâlnire a celor doi îndrăgostiți la serbarea Sfântului Fridolin

Nefiind foarte interesat de activitatea sa de jurist și neavând constrângeri financiare majore, Scheffel s-a decis să-și întrerupă lucrul și să facă o călătorie de mai lungă durată în Italia pentru a-și încerca talentul de peisagist. Și-a început călătoria în mai 1852 petrecând mai multă vreme pe insula Capri și în zona golfului Neapole. În timpul șederii în Italia, a putut să-și dea seama că posibilitățile sale de desenator erau limitate, însă că avea talente de poet și scriitor. A început să lucreze la primul său roman, al cărui subiect îl schițase cu un an în urmă. A fost încurajat în această direcție de prietenii săi, printre care soția pictorului Engerth care, găsind că are farmec ca povestitor, îl întrebase de ce nu așternea totul pe hârtie. La 10 februarie 1853 Joseph Victor le-a trimit părinților săi prima parte din lucrarea “Werner și Margaretha” titlul provizoriu pe care îl dăduse lucrării sale. Primul ascultător căruia Scheffel îi citise la Sorrento fragmente din manuscrisul său a fost poetul Paul Heyse.

### Gornistul din Säckingen
Povestea gornistului îl atrăsese pe Scheffel încă din 1850/51 când era la Säckingen. În acea vreme, dragostea dintre Werner și Margaretha mai era povestită în diferitele birturi din oraș și, încă din 1851, Joseph Scheffell elaborase o schiță a acestei povești de dragoste. Există un manuscris de trei pagini intitulat Der Trompeter von Saeckingen. Erster Entwurf des Poems, Saeckingen 1851 (Gornistul din Säckingen, Primul proiect al poemului. Säckingen 1951) care este păstrat în arhiva societății literare din Karlsruhe. Manuscrisul dovedește că încă din perioada în care lucra la Säckingen, Scheffel elaborase un plan pentru poemul său.
Subiectul romanului Der Trompeter von Säckingen (Gornistul din Säckingen) se bazează pe evenimente reale care au avut loc în secolul al XVII-lea. Franz Werner Kirchhofer (1633 - 1690) era fiul unei familii burgheze din Säckingen. El era îndrăgostit de Maria Ursula von Schönau (1632 - 1691) – prezentată în roman cu numele de Margaretha - fiica unor aristocrați care stăteau în castelul orașului. După numeroase peripeții. părinții fetei au consimțit la căsătoria celor doi îndrăgostiți, a căror logodnă a avut loc în 1657. În cursul vieții, Kirchhofer a reușit să acumuleze o avere considerabilă și să ocupe diferite funcții importante. Este înmormântat într-o nișă a corului catedralei din Säckingen. Nu există însă nicio dovadă istorică a faptului că Kirchhofer ar fi știut să cânte la trompetă sau la goarnă.
Cercetând documentele istorice ale orașului, Scheffel a fost fascinat de personajul lui Franz Werner Kirchhofer, care a devenit eroul romanului. El împletea însă cercetările istorice cu experiențele personale. De pildă, având prilejul să asiste la serbările Sfântului Fridolin, un obicei care data din evul mediu, el a plasat prima întâlnire dintre cei doi îndrăgostiți în perioada acestor serbări, De asemenea plimbările pe malurile lacului Bergsee sau în Hotzenwald, au fost realist reflectate în lucrarea sa Gornistul din Säckingen.

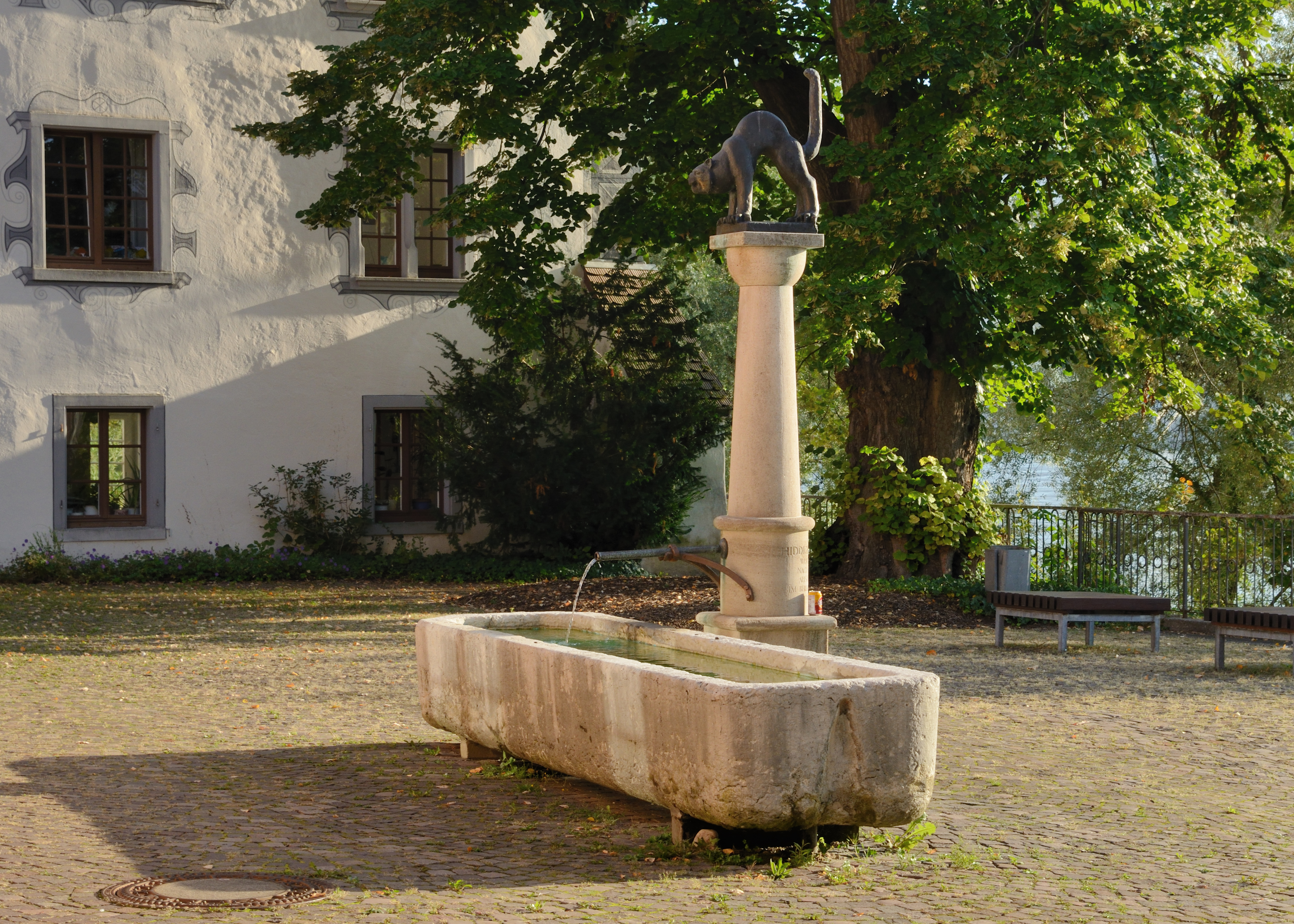
Statuia motanului de pe fântâna Hiddigeigei din Bad Säckingen, realizată de sculptorul Alfred Sachs în 1977-78

Un personaj insolit al poemului este motanul Hiddigeigei, Născut în Ungaria, el ajunsese după o viață agitată la Säckingen. Motanul este purtătorul de cuvânt al scriitorului și transmite cititorului părerile lui asupra vremurilor în care avea loc acțiunea, Hiddigeigei ne este descris ca un motan negru cu ochi verzi și cu o coadă puternică. Hiddigeigei nu se mulțumește cu rolul de comentator ci vrea să fie și poet, dar nu unul oarecare, ci unul care să-și depășească contemporanii în talent. De la înălțimea turnului el privește cu scepticism evenimentele pe care le vede. Din cauza unor desamăgiri în dragoste a ajuns să disprețuiască lumea. Totuși, bietul motan se teme de bătrânețe. În roman sunt prezentate poeziile motanului în care descrie nimicirea omenirii și a poeziei.
Personajul motanului Hiddigeigei pare să fie inspirat din cel al motanului Murr, din romanul "Lebensansichten des Kater Murr nebst fragmentarischer Biographie des Kapellmeisters Johannes Kreisler in zufälligen Makulaturblättern" ("Concepțiile despre viață ale motanului Murr, împreună cu biografia fragmentară a capelmaistrului Johannes Kreisler în file întâmplătoare de maculatură") al lui Ernst Theodor Amadeus Hoffmann. Dar spre deosebire de Murr, căruia E.T.A. Hoffmann îi dă un rol de activist social, care, măcar aparent, consideră că scopul vieții sale îl constituie critica societății, motanul Hiddigeigei este un personaj mult mai prietenos. Amărăciunea lui nu trece decât rareori de o ironie condescendentă, gândurile sale nu sunt pline de o critică acidă ci mai degrabă reflectă înțelegerea binevoitoare a unei persoane mai în vârstă care privește, cu oarecare indulgență, la escapadele tineretului, având uneori și o notă de nostalgie a propriei tinereți care a trecut pe nesimțite.

Pagina de titlu a "Cântecelor motanului Hiddigeigei" din ediția de lux a "Gornistului din Säckingen" din 1873

În aprilie 1853, la Sorrento, a reușit să termine romanul său în versuri despre gornistul din Säckingen. La 26. octombrie 1853 a semnat contractul de publicare a romanului cu editura “Metzlersche Buchhandlung” din Stuttgart. Editura se obliga să tipărească romanul Der Trompeter von Säckingen, ein Sang vom Oberrhein (Gornistul din Säckingen, un cântec de pe Rinul superior) în cel mult două luni într-un tiraj de 1030 exemplare și să comercializeze cartea în Baden, Württemberg și Bavaria. Onorariul lui Scheffel era de 300 guldeni, sumă care trebuie comparată cu salariul său annual de la Säckingen care era de 500 guldeni. Poemul a fost un mare succes. Din 1853 până în 1914 au fost publicate 300 de ediții ale Trompetului din Säckingen, cu un tiraj total de peste 400.000 exemplare.
Deși fusese avansat pe postul de referent, Joseph Scheffel a încercat întâi să se dedice unei cariere universitare la Heidelberg. Încercările sale nu au avut mult succes, astfel încât a decis să se dedice în întregime scrisului.

### Ekkehard
Puțin timp mai târziu, în 1957, a publicat la Frankfurt romanul istoric Ekkehard, care are ca subiect viața călugărului Ekkehard II de la Mănăstirea benedictină din St. Gallen din Elveția, în secolul X. Romanul se bazează pe cronica "Casus Sancti Galli", un manuscris care prezintă istoricul mânăstirii, scris cu aproximativ 100 de ani după moartea lui Ekkehard II. Spre deosebire de “Gornistul din Säckingen”, de data aceasta Scheffel a scris o lucrare în proză, de fapt singurul său roman. Limbajul este puțin arhaizant, ceea ce dă lucrării un farmec deosebit. Scheffel prezintă cu talent spiritul relațiilor culturale din evul mediu timpuriu.
Viața lui Ekkehard II (numit și Palatinus – omul de curte) a fost cu totul neobișnuită pentru un călugăr. Educat la St. Gallen de unchiul său, Ekkehard I, și de călugărul Geraldus, a ajuns el însuși mai târziu profesor la aceeași mânăstire. Mulți dintre elevii săi s-au călugărit, alții au ajuns episcopi sau au ocupat alte poziții ecleziastice importante. Ekkehard II a fost și autorul mai multor imnuri ecleziastice, cunoscute sub denumirea de „secvențe”. Aceste compoziții s-au pierdut, cu excepția uneia singure, dedicate Sfântului Desideriu.

Fotografie a lui Joseph Victor von Scheffel în 1866

Deși regulile ordinului obligau călugării benedictini să fie legați de o anumită mănăstire și nu acceptau călugări itineranți, aceste reguli nu îi împiedicau pe monahii cu funcții mai importante să călătorească frecvent pentru diferite treburi mânăstirești. Se pare că printre ei se aflau și oameni cărora le plăceau călătoriile mai mult decât viața în sihăstrie, și care cunoșteau țările din vecinătatea mânăstirii, nefiind străini de diferite plăceri lumești. Ekkehard II a ajuns să facă parte din această categorie de monahi.
Sosit la mânăstirea St. Gallen din copilărie și crescut în mănăstire, Ekkehard a ajuns, fiind încă tânăr, să ocupe funcția de portar al mănăstirii, care îi dădea prilejul să fie în contact cu lumea exterioară, astfel încât orizontul lui nu era limitat de zidurile mânăstirii. Cronica "Casus Sancti Galli", arată că aceasta era funcția pe care o avea Ekkehard atunci când a cunoscut-o pe ducesa Hadwiga de Suabia, văduva ducelui Burchard III, cu prilejul uneia din vizitele ei periodice la mânăstire, pentru a se reculege. Cronica precizează că ducesa era o femeie tânără și atrăgătoare. Între timp, Ekkehard a trecut din funcția de portar la cea de profesor, avansând repede la postul de director al școlii mănăstirii. În anul 973, ducesa a rugat conducerea mânăstirii să-i îngăduie lui Ekkehard să vină la reședința ei, castelul Hohentwiel, așezat în apropierea orașului actual Singen, pentru ca să o ajute să citească operele clasicilor latini. Ca urmare, Ekkehard s-a mutat la Hohentwiel, instruind-o pe ducesă despre Virgiliu și Horațiu. Mai târziu, ducesa l-a introdus și la curtea împăratului Otto I, unde călugărul a avut o influență considerabilă. El a intervenit și în diferite treburi bisericești, dintre care este de relevat rolul său în concilierea disputei dintre mânăstirile benedictine St. Gallen și Reichenau.

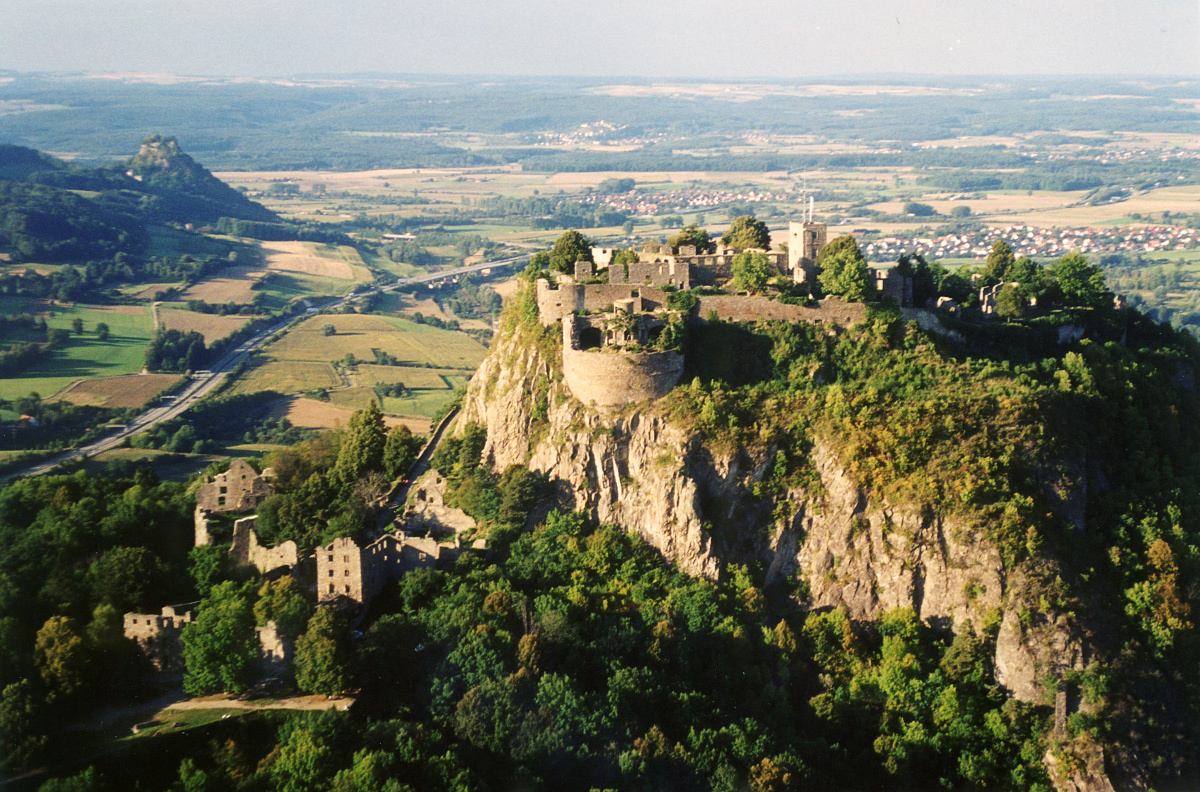
Ruinele castelului Hohentwiel unde se petrece acțiunea romanului Ekkehard. Castelul a fost distrus de trupele franceze în anul 1800

La sfârșitul vieții a ajuns prepozit al catedralei din Mainz. A murit în acest oraș la 23 aprilie 990, fiind înmormântat în biserica Sf. Alban din Mainz în afara zidurilor cetății. Ducesa Hadwiga, binefăcătoarea sa, l-a supraviețuit cu patru ani.
Este evident că personalitatea lui Ekkehard, cursul cu totul neobișnuit al vieții lui și, fără îndoială, relațiile sale privilegiate cu o femeie din înalta nobilime trebuiau să stârnească viul interes al confraților săi din Mănăstirea St. Gallen. Poveștile și anecdotele despre el erau repetate din generație în generație, și pe măsură ce erau repovestite de călugării mai tineri, deveneau din ce în ce mai pitorești. Reluând aceste povestiri, cronica prezintă numeroase detalii ale vizitelor ducesei Hadwiga la mânăstire, precum și cele ale timpului petrecut de Ekkehard la castelul din Hohentwiel. Ceea ce nu pomenește cronica este descrierea călătoriei lui Ekkehard de la St. Gallen la Hohentwiel, călătorie care în condițiile evului mediu ar fi trebuit și ea să prezinte evenimente demne de semnalat.
La două generații după moartea lui Ekkehard, un alt călugăr al mânăstirii, Ekkehard IV, s-a gândit să aștearnă pe hârtie istoricul mânăstirii St. Gallen, scriind cronica cunoscută sub numele de "Casus Sancti Galli". Povestea predecesorului său, al cărui nume monahal îl purta cronicarul, îi furniza un amplu material pentru a introduce elemente mai neobișnuite, care să pigmenteze puțin istoria mânăstirii, care altfel ar fi fost destul de monotonă. Reluând povestirile călugărilor, cronica prezintă numeroase detalii ale vizitelor ducesei Hadwiga la mânăstire precum și ale timpului petrecut de Ekkehard la castelul din Hohentwiel. Ceea ce lipsește din cronică este descrierea călătoriei lui Ekkehard de la St. Gallen la Hohentwiel, călătorie care în condițiile evului mediu ar fi trebuit și ea să prezinte evenimente demne de semnalat. Cum pe cronicar îl despărțeau peste 100 de ani de evenimentele pe care le descrie, el privește perioada respectivă cu o oarecare nostalgie, parcă ar vrea să se refere la vremurile bune de odinioară.
Cronicarul idealizează în mod vădit personajul lui Ekkehard II, pe care îl prezintă ca pe un bărbat cu un fizic atractiv, carismatic, care în plus mai era cultivat, talentat și înțelept. Totuși, unele elemente ale caracterizării sunt probabil reale. Îmbinând în mod neuzual monahia și învățătura, pe de o parte, cu eleganța și cunoașterea uzanțelor, pe de altă, parte, era normal ca Ekkehard II să-și impresioneze contemporanii. Cronicarul vorbește cu simpatie și despre ducesa Hadwiga, pe care o prezintă ca pe o femeie temperamentală și cu o profundă dorință de a se instrui. El lasă să se întrevadă o legătură sentimentală între Ekkehard II și Hadwiga, fără să depășească limita permisă pentru o cronică mânăstirească. Deși unii critici consideră că dragostea dintre Ekkehard și Hadwiga nu este un fapt istoric dovedit, ea este totuși destul de clar sugerată de cronică.
Das Schloß Gradesco'
1. Auf dem Schloße von Gradesco,
Hinterwärts von Temesvar,
Saß der tapf're Fürst Bibesco,
Serbiens greiser Hospodar.
2. Sprich, was tat der Fürst Bibesco,
Serbiens greiser Hospodar.
Auf dem Schloße von Gradesco,
Hinterwärts von Temesvar?
"3. "Sliwowitz" trank Fürst Bibesco,
Serbiens greiser Hospodar.
Auf dem Schloße von Gradesco,
Bis er schwer betrunken war.
Castelul Grădescu
1. În castelul din Grădescu,
De la Timișoara-n jos,
Stă viteazul prinț Bibescu,
Domnul Serbiei, maiestos.
2. Spune, ce făcea Bibescu,
Domnul Serbiei, maiestor,
În castelul din Grădescu,
De la Timișoara-n jos?
3. "Șliboviță" bea Bibescu,
Domn al Serbiei, maiestos
În castelul din Grădescu,
Până cade beat pe jos.
Melodia cântecului în varianta 1
Melodia cântecului în varianta 2
Melodia cântecului în varianta 3
Nu este de mirare că acest material a fost găsit nimerit pentru scrierea unui roman istoric. Scheffel nu scrie însă un roman de dragoste, ci descrie relațiile dintre două persoane cultivate, interesante și atractive având fiecare o viață proprie. După ce și-a ales subiectul romanului, Joseph Scheffel a petrecut câtăva vreme pe malul lacului Constanța și la St. Gallen. Romanul său cuprinde numeroase note documentare, ceea ce dovedește că Scheffel nu considera că scrie doar un roman, ci și o lucrare de cercetare istorică. Pe lângă aceasta, el era foarte preocupat să facă o prezentare corectă a trecutului medieval.
Un element care lipsește aproape cu desăvârșire din cronica "Casus Sancti Galli" este descrierea cadrului natural a zonei unde se petrece acțiunea. Scheffel, fiind un iubitor al naturii, a parcurs pe jos drumul de la mânăstirea St. Gallen până la ruinele castelului Hohentwiel, pe drumul pe care își imagina că îl parcursese cu aproape un mileniu în urmă eroul romanului său. Descrierile locurilor unde se pretrece acțiunea sunt astfel extrem de realiste.
Spre deosebire de "Gornistul din Säckingen", romanul "Ekkehard" a avut inițial un succes mai limitat, dar, cu câțiva ani mai târziu, a ajuns să fie extrem de citit. După războiul franco-german din 1870 tirajele sale au crescut în așa măsură încât le-a depășit pe cele ale altor romane istorice contemporane. Scheffel a ajuns să fie considerat scriitorul preferat al noii Germanii imperiale. Apoi, în anii 1880, a apărut în Germania un nou curent de apreciere a evului mediu, pe care unii l-au denumit “Renaștere medievală” (Mittelalter-Renaissance). În acest context, romanul Ekkehard a continuat să fie unul din romanele citite ale epocii. 

Caroline, soția lui Joseph Victor von Scheffel, în 1868

## Viața la Karlsruhe
Ambele lucrări îl arată pe Joseph Victor Scheffel ca pe un scriitor având prospețime și simț al umorului, care, bazat pe viziunea sa interioară și pe un studiu adâncit al realității istorice, este capabil să descrie viu diferite timpuri și evenimente istorice.
După ce a trăit câțiva ani la München și a fost, în anii 1858 – 1859, bibliotecar al Prințului Egon von Fürstenberg la Donaueschingen, Scheffel se îmbolnăvește în 1860. A stat pentru o anumită vreme la Meersburg, pe malul lacului Constanța, oaspete al baronului Joseph von Lassberg, iar apoi, la castelul Wartburg, din Turingia, oaspete al marelui duce Karl Alexander von Sachsen-Weimar. Scheffel s-a stabilit apoi în orașul său natal, Karlsruhe.
În 1864 s-a căsătorit cu Caroline Freiin von Malzen (1834 – 1904), fiica ambasadorului Bavariei la curtea din Baden. Căsătoria a avut loc la 28 august 1864 la biserica catolică Sf. Ștefan din Karlsruhe. La 20 mai 1867 s-a născut fiul său Victor. Căsătoria lui Scheffel nu a fost însă fericită. Relațiile dintre cei doi soți începuseră să se răcească la scurt timp după nuntă iar la câteva luni după nașterea lui Victor, ei s-au despărțit definitiv, Caroline plecând cu fiul ei la părinții ei la München. Joseph Scheffel, considera însă că Victor este neglijat da mama sa și în 1869 l-a răpit și l-a adus la Karlsruhe. Astfel soții Scheffel au trăit despărțiți, însă nedivorțați, timp de aproape 20 de ani. Ei s-au împăcat însă în 1886, când scriitorul era pe patul de moarte la Karlsruhe.
După despărțirea de Carolina, Joseph Scheffel s-a apropiat de Emma Mackenrodt, născută Heim. Ea era vara lui primară, pe care o iubise cu pasiune în tinerețe dar care între timp se măritase cu negustorul Hector Mackenrodt. După moartea acestuia, Emma a reluat relațiile cu vărul ei, ocupându-se și de creșterea lui Victor.

Camera de lucru a lui Scheffel în 1876 cu cadourile pe care le-a primit cu ocazia împlinirii a 50 de ani

Dintre lucrările sale mai târzii au fost apreciate în mod deosebit cântecele și baladele din volumul Gaudeamus, publicat la Stuttgart în 1867. Dintre acestea este prezentat anexat cântecul Castelul Grădescu care poate prezenta interes pentru unii cititori din România. Este totuși de remarcat, că referirea la Prințul Bibescu ca domn al Serbiei și localizarea acțiunii într-un castel imaginar numit Grădescu nu sunt chiar de natură a genera încredere în sursele și metodele de documentare istorică ale lui Joseph von Scheffel, chiar dacă este doar un cântec de voie bună. În orice caz, nu există dovezi că acest cântec despre Timișoara scris de un cetățean de onoare din Karlsruhe ar fi constituit un argument pentru înfrățirea celor două orașe.
Pe de altă parte însă, volumul de versuri Frau Aventiure, Lieder aus Heinrich von Offendingens Zeit (Frau Aventiure, cântece din vremea lui Heinrich von Offendingen) publicat în 1863, ca și povestirea Juniperus, Geschichte eines Kreuzfahrers (Juniperus, povestea unui cruciat) din 1868 dovedesc erudiția lui Scheffel, însă le lipsește de vitalitatea altor opere ale scriitorului. Ambele lucrări erau menite să constituie elemente ale unui roman istoric pe care Scheffel îl plănuia, urmând să prezinte geneza Cântecului Nibelungilor și concursul trubadurilor de pe Wartburg, dar pe care nu a apucat să-l finalizeze.

Telegrama cancelarului Otto von Bismark felicitându-l pe Joseph Victor von Scheffel cu ocazia împlinirii a 50 ani

În 1875 i se acordă titlul de cetățean de onoare al orașului Säckingen. Ulterior a mai obținut cetățenia de onoare a orașelor Karlsruhe (1876), Radolfzell (1876) și Heidelberg (1886) .
Cu ocazia împlinirii a 50 de ani a fost decorat la 3 februarie 1876 cu Ordinul Coroanei din Württemberg iar la 16 februarie 1876 a fost înnobilat de către Marele Duce de Baden. Între timp Scheffel ajunsese deja consilier al curții ducale din Saxonia și mare proprietar.
Alte festivități au avut loc la Heidelberg, unde ruinele castelului au fost iluminate în cinstea sa. Asociațiile studențești din Heidelberg și din Praga au ținut petreceri prelungite, iar Uniunea Literară a studenților germani din Viena a editat un număr festiv al revistei uniunii. Felicitările și darurile au fost atât de numeroase încât a trebuit să golească încăperea în care lucra din casa sa de la Karlsruhe. Printre cei care i-au trimis mesaje de felicitare se numără și cancelarul Germaniei Otto von Bismark.
Alte serbări oficiale au avut loc și cu prilejul împlinirii a 60 de ani. Ruinele castelului din Heidelberg au fost iluminate atunci pentru a doua oară. De data aceasta însă, Scheffel nu a putut să se bucure de spectacol. El era grav bolnav în casa părintească de la Karlsruhe, dar a mai avut puterea să compună textul unui imn festiv pentru a 500-a aniversare a Universității din Heidelberg.
Ultimele lucrări ale lui Joseph von Scheffel sunt volumul de poezii Die Bergpsalmen (Psalmii munților) (1870), piesa de teatru în versuri Der Brautwillkomm auf Wartburg (Primirea miresei la Wartburg) publicat la Weimar în 1873, Waldeinsamkeit (Singurătate în pădure) (1880), o colecție de versuri pentru lieduri de Julius Marak , volumul de poezii Der Heini von Steier(Heini din Steier) tipărit la München în 1883 și Hudigeo, eine alte Geschichte (Hudigeo, o poveste veche) publicat la Stuttgart în 1884.

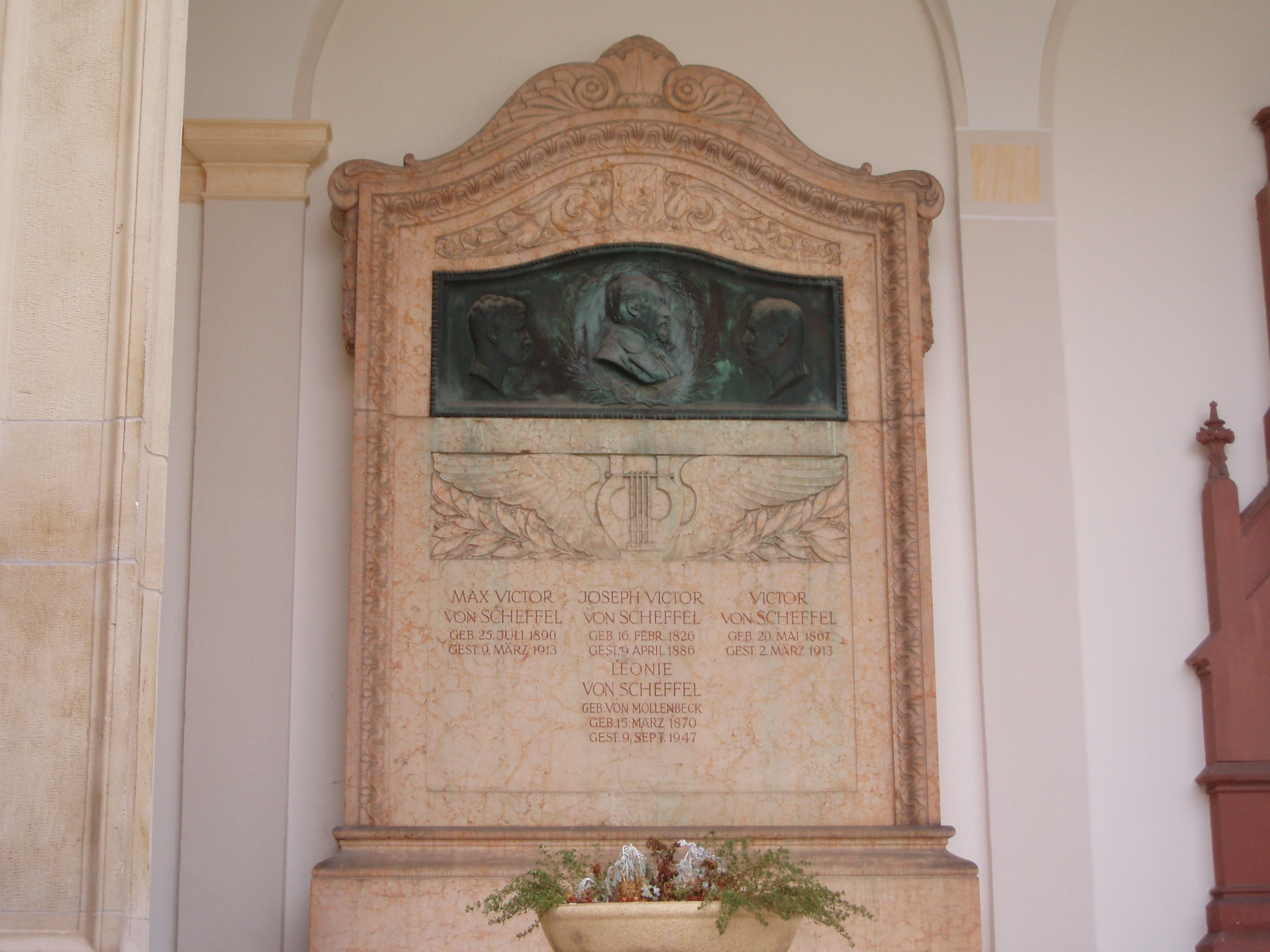
Monumentul funerar al lui Scheffel la cimitirul din Karlsruhe, executat de sculptorul Adolf Heer

În ultimii ani ai vieții, Joseph von Scheffel, suferind de o boală mentală care progresa, s-a retras în vila sa din Radolfzell lângă Lacul Constanța. A murit la Karlsruhe, la 9 aprilie 1886.

## Moștenirea lui Joseph Victor von Scheffel

### Ediții postume
Publicarea operei lui Scheffel a continuat și după moartea scriitorului. După moartea sa au mai fost publicate postum volumele Fünf Dichtungen (Cinci poeme) (Stuttgart, 1887), Reisebilder (Imagini de călătorie) (Stuttgart, 1887) și Gedichte (Poezii) (Stuttgart, 1888).
Unele din volumele lui Joseph von Scheffel au fost ilustrate de pictorul Anton von Werner. Dintre acestea este de remarcat ediția de lux a Gornistului din Säckingen, publicată în 1893, care mai este și astăzi apreciată de bibliofili. Dintre edițiile postume mai sunt de remarcat operele complete în patru volume tipărite sub îngrijirea lui Friedrich Panzer în 1919.
Atât “Gornistul din Säckingen” și “Ekkehard” au fost traduse în diferite limbi încă din timpul vieții lui Scheffel. Astfel prima ediție engleză a apărut în 1872 iar prima ediție italiană în 1878. În Statele Unite au fost publicate și ediții în limba germană pentru emigranții germani, prima la sfârșitul anilor 1860 la Philadelphia iar ultima în 1895 la Boston.

Coperta ediției de lux din 1896 a Gornistului din Säckingen ilustrată de Anton von Werner

### Sentimentul germanității la Scheffel
Răsunetul mare pe care opera lui Scheffel l-a avut asupra contemporanilor săi poate fi explicat în parte prin sa a caracterului german al lucrărilor sale. Ideea unei unificări a Germaniei fusese unul din idealurile revoluției din 1848, similară aspirațiilor revoluționarilor din Italia sau din principatele române. Chiar dacă în toate aceste țări revoluțiile din 1848 au fost înnăbușite, tinerii intelectuali căutau să militeze prin operele lor pentru un ideal național, iar, după unificare, să continue propovăduirea ideilor naționaliste, pentru a asigura consolidarea noilor state naționale. Aceste acțiuni ale intelectualității s-au manifestat în toate țările care și-au realizat idealul de unificare. În Germania, a apărut însă un alt aspect specific. Unificarea s-a făcut practic prin absorbirea diferitelor state germane de către Prusia. Militarea pentru un naționalism german era un mod în care intelectualitatea încerca să se opună unei supremații prusace (căreia Scheffel îi era, după cum s-a arătat, foarte potrivnic) și să câștige garanția că noul stat format era un stat german și nu unul prusac, că era vorba despre o unificare națională și nu despre absorbție.
Scheffel nu era de altfel singurul scriitor care căuta să propovăduiască ideea unei culturi germane, bazate nu doar pe o comunitate de limbă, așa cum se întâmplase înainte, ci pe un spirit specific german, care să înglobeze întreaga cultură germană. Pentru atingerea acestui ideal, acest grup de intelectuali încerca să introducă noțiuni care nu existaseră până în acel moment, ca moștenirea germanică, pământul german. Alte romane istorice din aceeași epocă, cum sunt de exemplu cele ale lui Felix Dahn, urmăreau aceeași idee. Viziunea nu trebuie însă limitată numai la scrierile cu caracter istoric. În romanele lui Karl May, romane de aventuri și se petreceau în țări străine, de cele mai multe ori pe alte continente, eroul pozitiv este totdeauna un german; de altfel, probabil tocmai pentru a promova ideea de unitate a Germaniei, statul de origine al acestor eroi ai lui Karl May este doar rareori indicat.
Există cercetători contemporani care prezintă acest curent ca pe o tendință de izolare a culturii germane de restul culturilor europene. Asemenea teorii ignoră situația din Germania în jumătatea a doua a secolului XIX și faptul că toți acești scriitori, urmăreau de fapt o unificare și nu o diviziune. Scheffel căuta să demonstreze prin lucrările sale că este un scriitor german, nu un scriitor din Baden. 

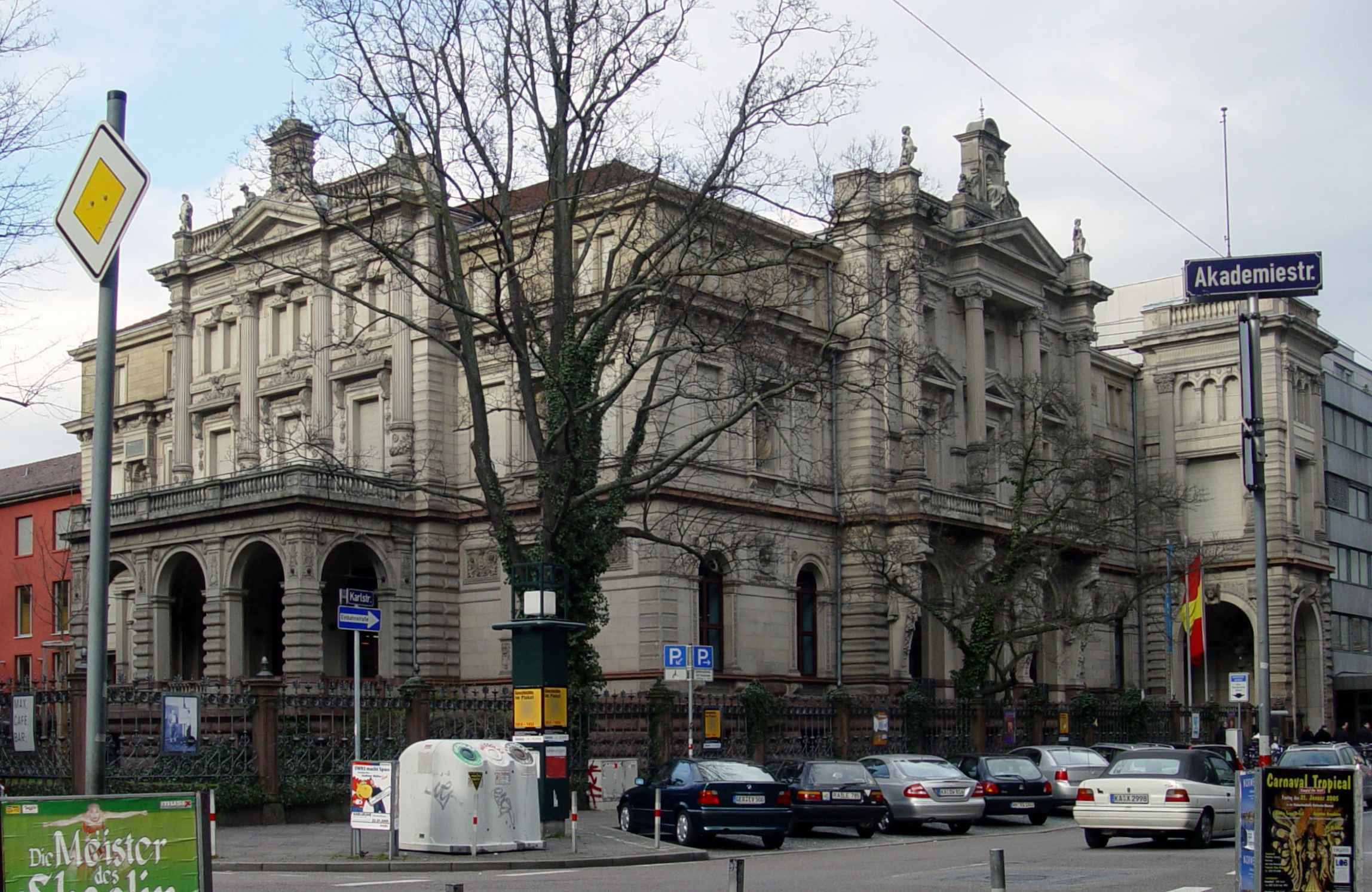
Prinz-Max-Palais din Karlsruhe unde se păstrează arhiva lui Joseph Victor von Scheffel

Excesele naționaliste din perioada interbelică din Germania au cu totul alte origini decât ideile acestor intelectuali. Totuși, în perioada de după război, în încercarea de a se evita repetarea trecutului, a avut loc o susținută campanie contra naționalismului german, campanie care nu era replicată în alte state europene. Într-o perioadă în care Charles de Gaulle vorbea despre măreția Franței și Nikita Hrușciov căuta să inspire o mândrie a cetățenilor sovietici pentru realizările Uniunii Sovietice, cum ar fi zborul lui Iuri Gagarin, în Germania se întâmpla exact contrariul. Greșelile și crimele regimului trecut erau transferate asupra unui întreg popor, care era aproape în totalitatea sa considerat vinovat. Din cauza trecutului recent, care ștergea milenii de istorie, era politic incorect pentru cineva să-și afirme mândria de a fi german.
Inevitabil, opere cum sunt cele ale lui Scheffel nu au mai primit atenția pe care o meritau, pentru că erau considerate periculoase, având potențialul de a reînvia temutul naționalism german. Chiar dacă într-o oarecare măsură pot părea puțin prăfuite unui cititor din zilele noastre, lipsa de interes actuală pentru opera lui Joseph Victor von Scheffel nu se datorește faptului că nu mai sunt de actualitate. Ea este rezultatul unor excese politice care, poate, se vor atenua pe măsură ce trece timpul.

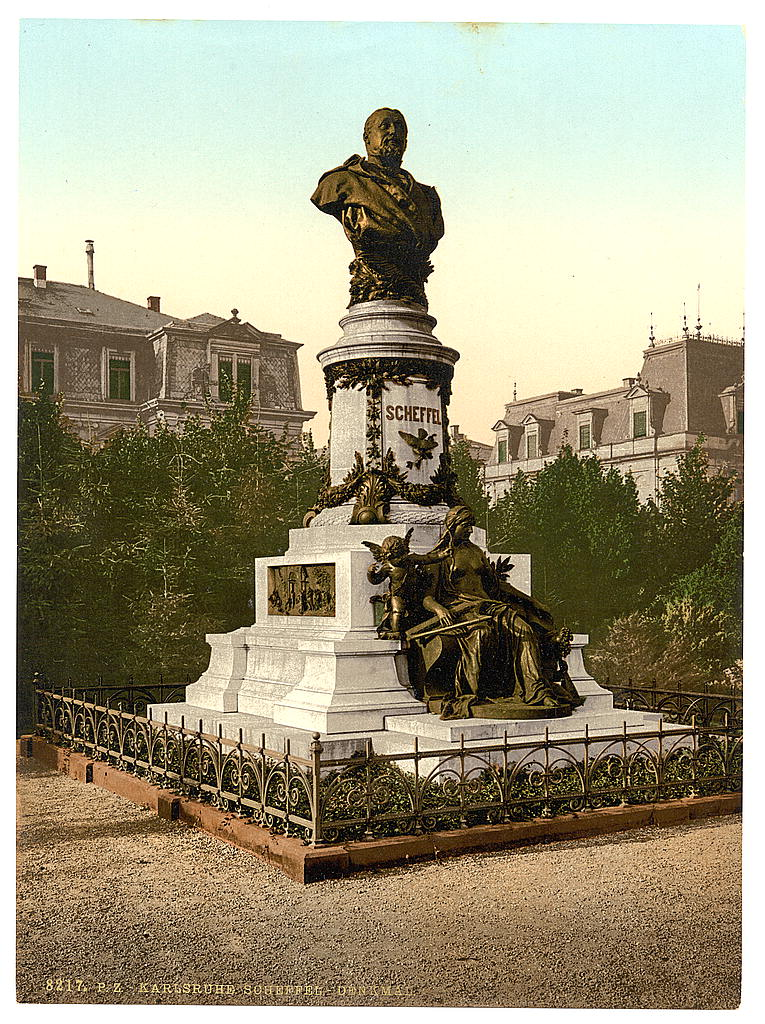
Fosta statuie a lui Scheffel din Säckingen în anului 1920 (statuie distrusă în vremea războiului)

### Societăți literare
Prima societate literară purtând numele lui Scheffel a fost înființată în 1889 la Viena.
În 1891, pentru a-l onora pe Joseph von Scheffel, scriitorul și filologul Joseph Stöckle (1844 – 1893) a înființat în 1891 ‘’Uniunea Literară Scheffel (Scheffelbund)’’ în orașul Schwetzingen, fiind președintele ei până când a murit. Uniunea, care mai există și în prezent, cu sediul la Karlsruhe, este una din cele mai însemnate uniuni ale scriitorilor din Germania. Societatea adminstrează arhiva râmasă de la scriitor, și care este păstrată în Prinz-Max-Palais din Karlsruhe. Începând din 1948 Societatea decernează un premiu care se acordă elevului sau elevei din Germania care au cele mai bune rezultate în anul școlar care precede examenul de absolvire a liceului (numit Abitur în Germania). Elevul premiat ține de obicei o cuvântare care poartă de numirea de cuvântarea pentru premiul Scheffel ("Scheffelpreisrede").
La diferite aniversări au fost organizate diferite festivități de comemorare a lui Scheffel. Una dintre ele a avut loc în 1926 la Säckingen, pentru comemorarea a 100 de ani de la nașterea poetului. Altă serbare importantă a avut loc în același oraș în 1976 comemorând 150 ani de la nașterea sa.

### Statui comemorându-l pe Scheffel
După moartea poetului au fost ridicate mai multe statui în onoarea sa. Primul dintre acestea, construit în orașul Ilmenau din Turingia, este un mic monument de piatră pe care era fixat o placă de bronz 67 cm diametru, cu un relief reprezentându-pe scriitor, executat de sculptorul Luis Weise Sr. Monumentul a fost inaugurat în 1886, la numai 4 luni după moartea lui Scheffel. În martie 2002 niște necunoscuți au furat placa cu imaginea lui Scheffel. Placa nu a mai fost recuperată, cu toată recompensa oferită de municipalitate.
Cel mai important monument a fost ridicat la Säckingen. Strângerea fondurilor pentru monument a început în 1896, printre donatori fiind și împăratul Wilhelm II al Germaniei și marele duce Friedrich I de Baden. Costul total al întregului monument a fost de 25.000 mărci germane. Monumentul a fost executat de sculptorul F.W. Menges din München și consta dintr-un bust de bronz al lui Joseph Victor von Scheffel așezat pe un soclu de granit. La piciorul soclului era o statuie în bronz de mari proporții a gornistului, Inițial statuia a fost protejată printr-un mic gard, dar în 1935 s-a executat o fântână în jurul statuii executată de arhitectul Josef Henselmann din München. În vremea războiului, în 1941, din cauza nevoii de materiale neferoase pentru industria de armament a Germaniei, ansamblul a fost dărâmat și statuia gornistului a fost trimisă la topit. S-a păstrat bustul lui Scheffel, care este astăzi păstrat la muzeu.

Fosta statuie a lui Scheffel din Karlsruhe în jurul anului 1900 (statuie distrusă în vremea războiului)

Altă statuie a lui Joseph Victor von Scheffel a fost ridicată la Karlsruhe, fiind executată de sculptorul Hermann Volz. Și această statuie a fost distrusă în timpul războiului. 

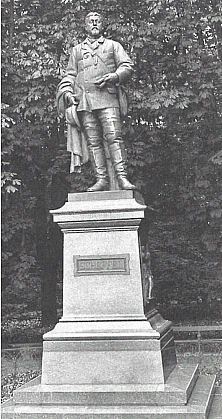
Statuia lui Scheffel din parcul palatului din Heidelberg, realizată de sculptorul Adolf Heer în 1891

În sfârșit trebuie amintită o statuie în parcul castelului de la Heidelberg, executată de sculptorul Adolf Heer în 1891, care a fost și ea trimisă la topit în 1942. Abia la 26 iunie 1976 a fost dezvelit un nou monument care să-l comemoreze pe Scheffel. Mai modest decât cel anterior, monumentul prezintă un medalion cu imaginea lui Scheffel, o copie după cel de pe mormântul scriitorului de la Karlsruhe, care fusese realizat tot de Adolf Heer.
În 1911, cu ocazia comemorării a 50 de ani de la crearea poeziei patriotice “Rennsteingedicht”, publicată de fapt în 1863 și care chema la unificarea Germaniei, a fost ridicat un monument la Dreiherrenstein (am Rennsteig) în Turingia, în fața hanului din pădure de pe muntele Großer Weißenberg . Este ironic de relevat faptul că hanul era un loc unde îi plăcea lui Walter Ulbricht să stea când venea la băi la Bad Liebenstein, dar imaginea unei statui preamărind ideea de unificare a Germaniei nu era considerată politic periculoasă.
O altă statuie în onoarea lui Scheffel, construită în 1933, există în orașul Gößweinstein. Scriitorul s-a oprit în oraș pentru ultima oară în anul 1883 și a stat la hanul Distler, care mai există și astăzi, fiind numit hanul Scheffel. Statuia reprezintă un tânăr cântând la vioară și este executată din calcar cochilifer, fiind așezată pe un soclu de granit. În partea din față a soclului este fixat un portret în bronz al scriitorului.
În sfârșit, mai este de menționat o statuie în orașul St. Gallen din Elveția, unde se află mânăstirea din care pornise călugărul Ekkehard, eroul lui Scheffel.

### Lucrări muzicale bazate pe opera lui Scheffel
Lucrârile literare ale lui Scheffel au servit și ca inspirație pentru câteva lucrări muzicale.
Inspirându-se din romanul lui Joseph Victor von Scheffel, compozitorul Johann Joseph Abert a scris o opera Ekkehard care la 11 octombrie 1878 a fost prezentată în premieră la opera curții imperiale din Berlin.
În 1884, Gustav Mahler a compus musica pentru o serie de “tablouri vii” bazate pe romanul lui Joseph Victor von Scheffel “Der Trompeter von Säckingen”. În 1870 atât compozitorul astăzi uitat Hans Kaiser cât și Bernhard Scholz, un prieten apropiat al lui Johannes Brahms, au compus opere bazate pe acest roman.
În mai 1884, cu o lună înainte de prezentarea, la Kassel, a tablourilor vii ilustrate de Mahler, a avut loc la Leipzig premiera operei “Gornistul din Säckingen”, compusă de Victor Nessler pe un libret de Rudolf Bunge și cu unele contribuții ale lui Scheffel însuși. Opera lui Nessler cu multe influențe de muzică populară a devenit repede foarte populară. “Gornistul” lui Nessler era în repertoriul tuturor teatre de operă din Europa Centrală și era așteptat ca orice companie plecând în turneu să o aibă în repertoriu. În anul 1888 numai la teatrele de operă din nordul Germaniei au avut loc 900 de reprezentații. Partitura a fost tipărită în repetate rânduri, ajungând în 1893 la cea de-a 53-a ediție. 

Coperta CD cu opera "Gornistul din Säckingen, înregistrată de Filarmonica din Köln

Dacă opera a avut succes la public, ea era mult mai puțin apreciată de dirijori și muzicologi. Dirijorul Karl Böhm o descria ca fiind o lucrare “pe gustul unei societăți corale din provincie”. Deși Gustav Mahler nu putea să sufere opera, el a fost obligat să o dirijeze la Praga începând din septembrie 1884 și de 151 de ori după aceea, neplăcerea lui crescând cu fiecare reprezentație. Când Mahler s-a mutat la Hamburg, în 1892, el își câștigase în sfârșit prerogativa de a nu mai dirija el însuși opera pe care o detesta, dar opera rămăsese în repertoriu, sarcina de a o dirija revenind unor dirijori subordonați.
Dacă astăzi nu mai este în repertoriul marilor opere din lume, ea mai este cântată de unele orchestre sinfonice, cea mai recentă înregistrare fiind cea realizată în anul 2000 de Orchestra Filarmonică din Köln, dirijată de Helmuth Froschauer.

Scenă din filmul mut Gornistul din Säckingen (1918)

### Filme bazate pe opera lui Scheffel

#### Filmul Gornistul din Säckingen
În anul 1907 au fost realizate două scurt metraje care prezentau anumite scene din roman. Se pare că aceste scurt metraje s-au pierdut și nu există decât puține informații despre ele.
Progresele făcute de cinematografie în deceniul următor, făceau posibilă realizarea de filme de anvergură mai mare. În 1918, chiar în ultimele luni ale primului război mondial, regizorul Franz Porten a realizat un film despre “Gornist” cu Joseph Klein în rolul lui Franz Werner Kirchhofer și Henny Porten în rolul Margarethei. Filmul “Gornistul din Säckingen” a fost o superproducție a vremii, pentru realizarea căruia s-a făcut apel la peste 200 de figuranți, o cifră enormă pentru perioada filmului mut. Pentru autenticitate, filmările au fost făcute în orașul Säckingen și în împrejurimi, în special pe malurile lacului Bergsee. Filmul a avut un succes deosebit.

#### Serialul Ekkehard
Ecranizarea romanului lui Umberto Eco “Numele trandafirului” (Il nome della rosa) în 1986 a generat un nou interes al publicului pentru filmele de epocă din perioada medievală. Filmul serial în șase epizoade “Ekkehard”, o ecranizare a romanului lui Joseph Victor von Scheffel, este unul din filmele care au încercat să exploateze acest interes. Filmul a fost realizat în 1989 de regizorul Diethard Klante pentru televiziunea germană. Rolul lui Ekkehard este jucat de actorul austriac Gabriel Barylli, iar cel al ducesei Hadwiga de actrița slovacă Zdena Studenková.

Scenă din filmul mut Gornistul din Säckingen (1918)

Filmul prezintă o altă imagine a evului mediu decât cea pe care o zugrăvește Scheffel în romanul său. În romanul lui Scheffel oamenii se bucură de viață; în film oamenii sunt timorați de pericolele care îi amenință și le face viața nesigură dincolo de zidurile cetăților. Diferența se datorește faptului că romanul istoric al secolului al XIX-lea prezenta o imagine idealizată a “vremurilor bune de altădată”. Viziunea contemporană a evului mediu este mult mai sumbră și insistă mai mult asupra conflictelor și dificultăților de a trăi în acele vremuri. Totuși, regizorul filmului s-a străduit să prezinte o imagine corectă a perioadei evului mediu timpuriu, și să reflecte adevărul istoric bazându-se pe certările istorice recente. Dar filmul ridică întrebarea dacă realitatea istorică era într-adevăr atât de sumbră sau dacă. chiar în condițiile evului mediu, oameni știau să și râdă și se puteau bucura de viață, așa cum susține Scheffel

### Trandafiri denumiți după opera lui Scheffel
Mult mai puțin uzual este faptul că există un trandafir care poartă numele eroului celui mai cunoscut din opera lui Joseph Victor von Scheffel. Rudolf Geschwind, un horticultor austriac, care era pasionat de trandafiri și crease peste o sută de noi varietăți de trandafiri, a dat numele de “Der Trompeter von Säckingen” unei varietăți pe care a produs-o în 1890. Această varietate există și astăzi și s-a răspândit nu numai în Europa dar și în Statele Unite. Varietatea se află printre diferitele feluri de trandafiri oferiți în comerț de specialiștii în horticultură.

## Concluzii
În prezent, opera lui Joseph von Scheffel și-a pierdut popularitatea și, în afara unor cercuri de literați, sunt puțini cei care mai cunosc opera sa. Scrierile sale nu se mai tipăresc și nu se mai citesc. Opera inspirată de poemul său a ieșit din repertoriul teatrelor de operă. Cele mai importante statui ale sale au fost topite în vremea războiului. S-ar putea ca, la un moment dat, unele din operele sale, în special baladele sale, în care eroi istorici cunoscuți sunt confruntați cu probleme banale ale vieții zilnice să fie redescoperite de generațiile viitoare. Dar dacă alte realizări ale lui Joseph Victor von Scheffel au fost uitate, se mai păstrează trandafirul care poartă numele celui mai cunoscut erou al său, gornistul din Säckingen. Astfel, referitor la moștenirea lui Joseph Victor von Scheffel, poate că este potrivit să ne gândim la refrenul cântecului “L’important, c’est la rose”. 

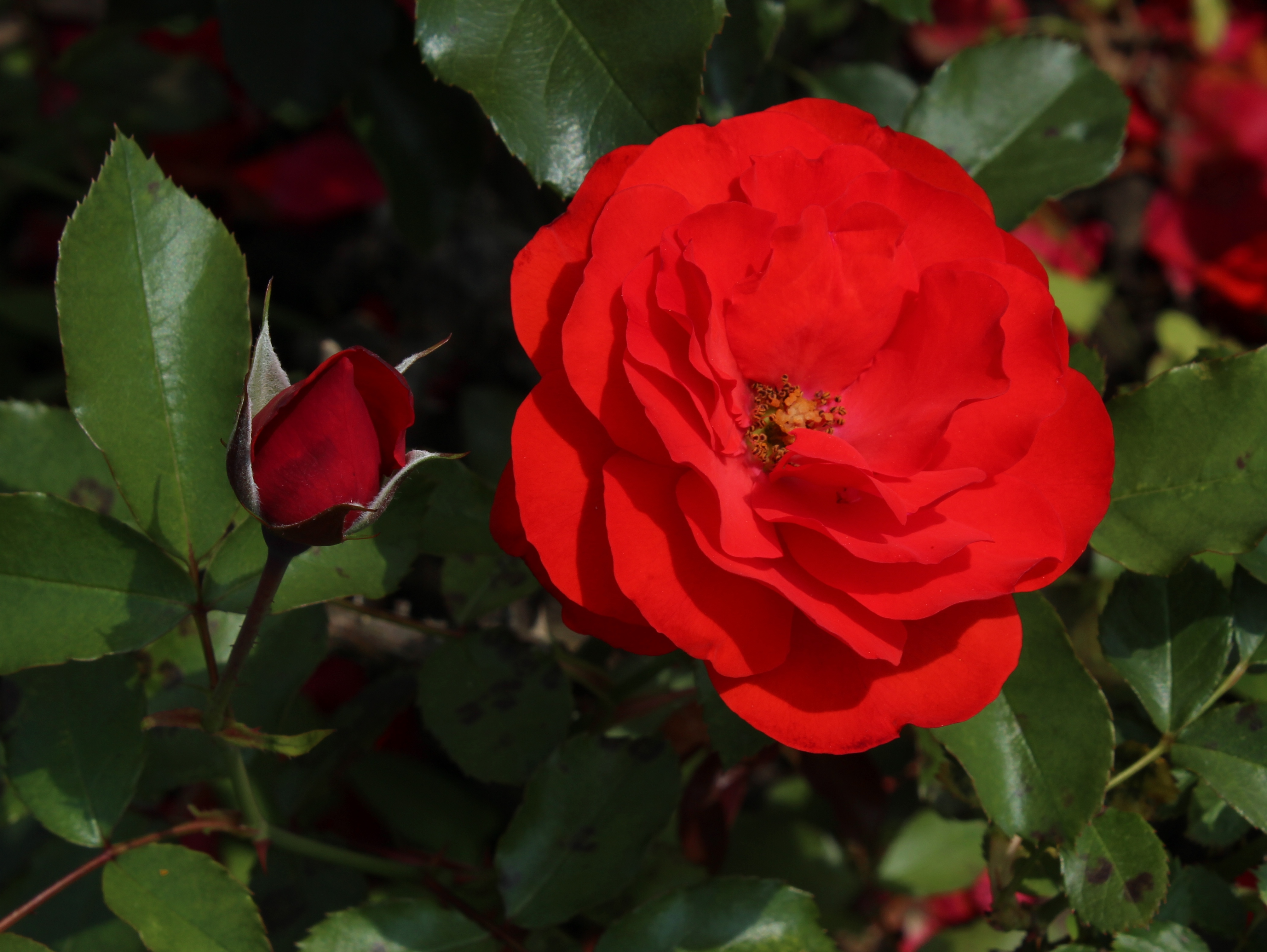
Trandafir din varietatea Der Trompeter von Säckingen produs de horticultorul Rudolf Geschwind

## Cronologie
- 16 februarie 1826 se naște Joseph Victor Scheffel în orașul Karlsruhe
- 1943-1848 Studiază dreptul și filologia germanică la universitățile din München, Heidelberg și Berlin
- 18 martie 1847 Obține titlul de doctor în drept la Universitatea din Heidelberg
- 1848 Face o călătorie în Scandinavia, însoțindu-l pe comisarul imperial Carl Theodor Welcker în calitate de secretar
- 1850 – 1953 Practicant în drept la Säckingen și Bruchsal
- 1853 Face o călătorie în Italia și începe să scrie primul său roman
- 1854 Publică eposul "Der Trompeter von Säckingen"
- 1855 Publică romanul istoric "Ekkehard"
- 1857 Se angajează arhivar și bibliotecar la Donaueschingen
- 1860 Se îmbolnăvește și se stabilește în orașul său natal Karlsruhe
- 28 august 1864 Se însoară cu Caroline von Malzen
- 20 mai 1867 Se naște fiul său Victor
- 1868 Publică colecția de versuri "Gaudeamus"
- 1875 I se acordă cetățenia de onoare a orașului Säckingen
- 3 februarie 1876 Este decorat cu ‘’Ordinul Coroanei din Württemberg’’
- 16 februarie 1876 Este înnobilat de către Marele Duce de Baden
- 9 aprilie 1886 Joseph Victor von Scheffel moare la Karlsruhe

## Opere
- Der Trompeter von Säckingen (1853)
- Ekkehard (1855)
- Am Anfang (oder: Der Rennsteig) (1863)
- Episteln
- Frau Aventiure, Lieder aus Heinrich von Offendingens Zeit (Frau Aventiure, cântece din vremea lui Heinrich von Offendingen) (1863)
- Gaudeamus. Lieder aus dem Engeren und Weiteren. (1867)
- Juniperus. Geschichte eines Kreuzfahrers (Juniperus, povestea unui cruciat) (1868)
- Die Bergpsalmen (Psalmii din munți) 1870
- Der Brautwillkomm auf Wartburg (Primirea miresei la Wartburg) (1873),
- Waldeinsamkeit (Singurătate în pădure) (1880).
- Der Heini von Steier (Heini din Steier) (1883).
- Hugideo. Eine alte Geschichte. (Hudigeo, o poveste veche) (1884)
- Fünf Dichtungen (Cinci poeme) (1887),
- Reisebilder (Imagini de călătorie) (1887)
- Gedichte (Poezii) (1888).

### Opera
- Joseph Victor von Scheffels sämtliche Werke, ed. de Johannes Franke, 10 vol. Leipzig f. d.

### Studii
- Josef August Beringer: Scheffel der Zeichner und Maler. Karlsruhe 1925.
- Ernst Boerschel: Josef Viktor von Scheffel. Bielefeld / Leipzig 1911 (= Volksbücher 17).
- Anton Breitner (îngrijitor de ediție): Scheffel-Gedenkbuch. Aus Anlaß der Gründung des Scheffel-Bundes in Österreich. Wien, Pest & Leipzig: A. Hartleben's Verlag 1890.
- Manfred Fuhrmann: Scheffels Erzählwerk: Bildungsbeflissenheit, Deutschtümelei, 1981. În: Manfred Fuhrmann: Europas fremd gewordene Fundamente. Aktuelles zu Themen aus der Antike. Zürich: Artemis u. Winkler 1995. ISBN 3-7608-1122-1
- Ernst Johann: Ein Simmel des 19. Jahrhunderts? Joseph Victor Scheffel - Eine Auswahl zum 150. Geburtstag. În: Frankfurter Allgemeine Zeitung (FAZ) din 9.12. 1975.
- Johannes Keller: Viktor von Scheffel als Tourist. În: Zeitschrift des deutschen und österreichischen Alpenvereins 1902, p. 96-116.
- Anne Langenkamp: Joseph Viktor von Scheffel. Zeichnerische Impressionen eines Dichters und Wanderers, publicație cu ocazia expoziției în Stadtmuseum Radolfzell 1997 și în Museum für Literatur am Oberrhein Karlsruhe 1998. Radolfzell 1997.
- Reiner Haehling von Lanzenauer: Dichterjurist Scheffel. Karlsruhe: Verl. d. Ges. für Kulturhistor. Dokumentation e.V. 1988. (= Schriftenreihe des Rechtshistorischen Museums Karlsruhe 6) ISBN 3-922596-20-7
- Manfred Lechner: Joseph Victor von Scheffel. Eine Analyse seines Werks und seines Publikums. Diss. München 1962.
- Günther Mahal: Joseph Viktor von Scheffel. Zu Unrecht vergessen? Versuch einer Revision. Karlsruhe: Müller 1986. ISBN 3-7880-9731-0
- Fritz Martini: Istoria literaturii germane (traducere de Eugen Filotti și Adriana Hass). București: Editura Univers 1972
- Johannes Proelß: Scheffel's Leben und Dichten. Berlin 1887.
- Joseph Victor von Scheffel (1826-1886). Ein deutscher Poet - gefeiert und geschmäht, ed. Walter Berschin. Ostfildern: Thorbecke 2003. ISBN 3-7995-0128-2
- Joseph Victor von Scheffel. Bibliographie 1945 bis 2001, culegere de Stefan Schank. Karlsruhe: Scheffelbund 2001.
- Rolf Selbmann: Dichterberuf im bürgerlichen Zeitalter. Joseph Viktor von Scheffel und seine Literatur. Heidelberg: Winter 1982. (= Beiträge zur neueren Literaturgeschichte; F. 3, 58) ISBN 3-533-03200-0
- Ludwig Wolf: Der Anteil der Natur am Menschenleben bei Freytag und Scheffel. Amsterdam: Swets u. Zeitlinger 1968. (= Gießener Beiträge zur Deutschen Philologie; 9)